# ტ
ტ（グルジア語: ტარი、/tʼaɾɪ/）は、現行のグルジア文字の19番目の文字（正書法改正前は21番目）である。

## 使用
ジョージア語では歯茎放出音[tʼ]を表す。記数法では数値300を表す。
ジョージア国内のラズ語でも使用されている。トルコ国内で使用されているラズ語ラテン・アルファベットの「T͏̌」または「Tʼ」に対応する。アブハズ語（1937年から1954年まで）およびオセット語（1938年から1954年まで）のグルジア文字表記法でも使用されていたが、現在はキリル文字が主に使われ、アブハズ語で「Т」と、オセット語で「Тъ」と記される。
ジョージア語のラテン文字化では「T」または「Tʼ」と記す。グルジア語の点字では記号⠞（U + 281E）となる。

## 字形
環境によりムヘドルリ字形の差が大きい文字の1つである。
| アソムタヴルリ | ヌスフリ | ムヘドルリ | ムタヴルリ | ムヘドルリの別バージョン |
| -------------- | -------- | ---------- | ---------- | ------------------------ |
|                |          |            |            |                          |

## 符号位置
| 文字 | Unicode | JIS X 0213 | 文字参照          | 備考           |
| ---- | ------- | ---------- | ----------------- | -------------- |
| Ⴒ    | U+10B2  | -          | &#x10B2; &#4274;  | アソムタヴルリ |
| ⴒ    | U+2D12  | -          | &#x2D12; &#11538; | ヌスフリ       |
| Ტ    | U+1CA2  | -          | &#x1CA2; &#7330;  | ムタヴルリ     |
| ტ    | U+10E2  | -          | &#x10E2; &#4322;  | ムヘドルリ     |